# 어덜트 스윔

로고

어덜트 스윔(영어: Adult Swim)은 미국 카툰 네트워크에서 성인을 대상으로 프로그램을 편성하기 위해 설정한 방송 시간대의 이름이다.